# Кимеев, Валерий Макарович
Вале́рий Мака́рович Киме́ев (21 октября 1952, Устюжанино — 4 января 2021, Кемерово) — советский и российский историк, этнограф, музеевед, специалист по истории и культуре тюркоязычного населения Кузнецкого Алатау и Притомья. Доктор исторических наук, профессор кафедры археологии Кемеровского государственного университета, первый директор «Томской писаницы».
Автор многочисленных работ по истории и этнографии Притомья и Горной Шории.
Создатель нового направления в российском музееведении — экомузеология, целью которого является сохранения культуры аборигенов в естественной природной и социальной среде.

## Биография
Родился 21 октября 1952 года в селе Устюжанино Ленинск-Кузнецкого района Кемеровской области.
Семья: Валерий Макарович Кимеев был женат, в браке с Кимеевой Татьяной Ивановной растил и воспитывал сына, которому стал отчимом, родил общую дочку Кимееву Полину Валерьевну, которая после замужества сменила девичью фамилию на Абрамову. Родная дочка Полина воспитывает внучку и внука. Дочь пошла по стопам Валерия Макаровича, став преподавателем и молодым ученым и защитила кандидатскую диссертацию по экомузеям-заповедникам. Сын работает главным редактором регионального информационного агентства «Кузбасс».
После расставания с первой женой состоял в гражданском браке со своей студенткой Акуловой Анной в течение 5 лет. После завязался роман с спортсменкой, лыжницей Любовью. Роман длился между городами Кемерово и Новокузнецк на протяжении более 10 лет. Последняя романтическая связь наблюдалась на протяжении 2,5 лет, которая переросла в дружбу между Кемерово и Новосибирском, которая длилась на расстоянии до последних дней. Избранницей стала молодая талантливая коллега по музейной работе, поэтесса, писательница Лина.
В 1971 году окончил Ленинск-Кузнецкий горный техникум со специальностью «горный техник — электромеханик».
В 1979 году окончил кафедру этнографии и антропологии Ленинградского государственного университета. Обучался под руководством Р. Ф. Итса.
В 1980—1987 годах — научный сотрудник Кемеровского государственного университета по хозяйственно-договорной теме «Памятник».
В 1986 году защитил диссертацию «Шорский этнос. Основные этапы формирования и этническая история, XVII—XX вв.» на соискание учёной степени кандидата исторических наук по специальности «07.00.07 Этнография, этнология, антропология» в Ленинградском отделении Института этнографии имени Н. Н. Миклухо-Маклая АН СССР. Научный руководитель — Д. Г. Савинов, оппоненты — Л. П. Потапов и А. В. Коновалов.
В 1988—1990 годах — директор музея-заповедника «Томская писаница» в Кемеровской области.
В 1990—1991 годах — старший научный сотрудник Кемеровского государственного университета по хозяйственно-договорной теме «Этнос».
С 1991 года — доцент Кемеровского государственного университета. В 2009 году защитил в МАЭ РАН докторскую диссертацию «Экомузеи Притомья и сохранение этнокультурного наследия: генезис, архитектоника, функции».
В 2015—2021 годах — профессор кафедры археологии Кемеровского государственного университета.
В.М. Кимеевым создал сеть этноэкологических музеев-заповедников в Кемеровской области:
- «Тазгол» (пос. Усть-Анзас, Таштагольский район);
- «Чолкой» (пос. Беково, Беловский район);
- «Калмаки» (пос. Юрты-Константиновы, Юргинский район);
- «Ишим» (пос. Ишим, Яйский район);
- «Брюханово» (село Красное, Ленинск-Кузнецкий район);
- «Тюльберский городок» (пос. Городок, Кемеровский муниципальный округ).

Экспедиционная работа:
Кимеев Валерий Макарович кроме музейной, педагогической и научно-просветительской работы вел активную экспедиционную деятельность. Наибольший интерес представляло изучение Монголии. На протяжении нескольких лет он каждое лето во время отпуска в рамках командировки совершал поездки. В состав экспедиционной группы входили члены его проверенной команды: Ушаков Дмитрий (Новосибирск), Терентьев Владислав Игоревич (его студент и работник Тюльберского городка), (Ширин Юрий (друг, соратник, директор музея «Кузнецкая крепость» в Новокузнецке) , Акулова Анна (его аспирантка, бывшая студентка), гражданская жена Любовь всегда сопровождала его в увлекательных экспедициях.